# Grieselstein
Grieselstein (ungarisch Köröstyén) ist eine Ortschaft und Katastralgemeinde in der Gemeinde Jennersdorf im gleichnamigen Bezirk im südlichen Burgenland in Österreich. Die Ortschaft hat 669 Einwohner (Stand 1. Jänner 2024).

## Geografie
Die Ortschaft liegt auf dem Weg zwischen der Therme Loipersdorf und der Stadt Jennersdorf. Durch das Dorf fließt der Grieselbach.
Anfang der 1980er-Jahre wurde ein Bauernhof vom Künstler Kurt Kocherscheidt auf eine Weise renoviert und ausgebaut, die der Architekturkritiker Friedrich Achleitner als vorbildlich empfand.

## Sehenswürdigkeiten
- Marienkapelle: die Marienkapelle ist renoviert, und befindet sich am Ortseingang
- Stoagupf: Der Steinberg von Grieselstein, ein Vulkankegel, wird im Volksmund Stoagupf genannt und zählt zu den ältesten Siedlungsgebieten des Burgenlandes. Funde von Keramikbruchstücken weisen auf eine neolithische Besiedlung, aber auch auf eine mittelalterliche Anlage aus dem 13. bis 14. Jahrhundert hin. Durch den Abbau von vulkanischen Gestein am Beginn des 20. Jahrhunderts ist ein großer Teil der Anlage zerstört worden. Heute steht das gesamte Areal unter Denkmalschutz (Listeneintrag).

## Tourismus
Durch die in der Nachbarschaft liegende Therme Loipersdorf, die an der Straße zwischen Jennersdorf und Bad Loipersdorf liegt, profitiert auch der Ort Grieselstein. Seit der Eröffnung der Therme im Jahr 1982 wurden zahlreiche Beherbergungs- und Gastgewerbebetriebe erweitert und ausgebaut.